# Nippon TV Tokyo Verdy Beleza
El Nippon TV Tokyo Verdy Beleza (日テレ・東京ヴェルディベレーザ Nittere Tōkyō Verudi Bereza?), es un equipo de fútbol femenino de la ciudad de Tokio, Japón. Juega en la máxima categoría del fútbol japonés, la Women Empowerment League. Es la rama femenina del Tokyo Verdy. Fue un miembro fundador de la liga en 1989 y es el único club femenino del país en nunca descender de categoría. El nombre del club, "Beleza", viene del portugués que significa "belleza".

## Jugadoras

### Jugadoras destacadas
La siguiente lista muestra algunas de las jugadoras destacadas en la historia del club.
- Akiko Hayakawa
- Akemi Noda
- Homare Sawa
- Kanako Ito
- Aya Miyama
- Mami Yamaguchi
- Rumi Utsugi
- Shinobu Ōno
- Yukari Kinga
- Yūki Nagasato

## Palmarés

### Competiciones nacionales
- WE League
  - Campeonas (1): 2024-25

- Nadeshiko League División 1
  - Campeonas (17): 1990, 1991, 1992, 1993, 2000, 2001, 2002, 2005, 2006, 2007, 2008, 2010, 2015, 2016, 2017, 2018, 2019
  - Subcampeonas (12): 1989, 1994, 1997, 1998, 1999, 2003, 2004, 2009, 2011, 2012, 2013, 2014

- Copa de la Emperatriz
  - Campeonas (16): 1987, 1988, 1993, 1997, 2000, 2004, 2005, 2007, 2008, 2009, 2014, 2017, 2018, 2019, 2020, 2022
  - Subcampeonas (6): 1986, 1991, 1992, 1996, 2002, 2003

- Nadeshiko League Cup
  - Campeonas (7): 1996, 1999, 2007, 2010, 2012, 2016, 2018
  - Subcampeonas (1): 1997

- Nadeshiko Super Cup
  - Campeonas (2): 2005, 2007
  - Subcampeonas (1): 2006

- Copa de la WE League
  - Subcampeonas (1): 2022-23

### Competiciones internacionales
- AFC Women's Club Championship
  - Campeonas (1): 2019

- Japan and South Korea Women's League Championship
  - Campeonas (1): 2011

## Denominaciones
- Yomiuri SC Ladies Beleza: 1981–1991
- Yomiuri Nippon SC Ladies Beleza: 1992–1993
- Yomiuri-Seiyu Beleza: 1994–1997
- Yomiuri Beleza: 1998
- NTV Beleza: 1999
- Nippon TV Beleza: 2000–2019
- Nippon TV Tokyo Verdy Beleza: 2020–presente

## Nippon TV Menina
El Nippon TV Menina es el nombre de la academia del primer equipo del Beleza. Jugadoras como Aya Miyama y Karina Maruyama se han formado en ella. Las Meninas juegan en la liga de la Región de Kantō.